# Tadeusz Grega
Tadeusz Maciej Grega (ur. 1 lipca 1950 w Krakowie, zm. 15 listopada 2014 tamże) – polski zootechnik, profesor doktor habilitowany inżynier w Katedrze Przetwórstwa Produktów Zwierzęcych Wydziału Technologii Żywności Uniwersytetu Rolniczego im. Hugona Kołłątaja w Krakowie.

## Życiorys
W 1973 ukończył studia magisterskie na Wydziale Zootechniki krakowskiej Akademii Rolniczej, a następnie pracował jako asystent naukowo-techniczny w Zakładzie Fizjologii Zwierząt Instytutu Zootechniki. W 1980 uzyskał stopień doktora nauk rolniczych broniąc pod kierunkiem prof. dr. hab. Zygmunta Ewy pracę Czynniki fizjologiczno-morfologiczne warunkujące szybkość oddawania mleka u krów, a następnie podjął pracę jako adiunkt w Laboratorium Instytutu Hodowli i Technologii Produkcji Zwierzęcej, a później w Zespole Hodowli Bydła Instytutu Technologii Produkcji Zwierzęcej Akademii Rolniczej w Krakowie. Od 1993 był zawodowo związany z kierowaną przez prof. Tadeusza Kołczaka Katedrą Przetwórstwa Produktów Zwierzęcych Wydziału Technologii Żywności krakowskiej Akademii Rolniczej, w 1998 uzyskał tytuł profesora.

## Dorobek naukowy
Cały dorobek Tadeusza Gregi obejmuje 148 pozycji, w tej liczbie znajduje się 58 opracowań, 35 doniesień, z czego 13 w języku angielskim. Specjalizował się w dziedzinach zootechniki związanej z produkcją mleka, jego badania dotyczyły czterech głównych tematów:
- Wypływ cech budowy wymion i strzyków na zdolność wydojową krów;
- Ocena wpływu różnych form stanów zapalnych wymion tzw. mastitis na jakość i ilość mleka;
- Jakość surowego mleka krowiego w aspekcie wymogów stawianych w tym zakresie przez UE;
- Modyfikacja składu mleka krowiego w celu zwiększenia jego wartości przetwórczej i odżywczej.

## Nagrody
- Indywidualna nagroda III stopnia Ministra Nauki, Szkolnictwa Wyższego i Techniki /1983/;
- Nagrody Rektora Akademii Rolniczej w Krakowie /1985, 1986, 1998,1991/;
- Nagroda zespołowa Prezydenta Miasta Krakowa dla pracowników Zakładu Hodowli Bydła za całokształt działalności naukowej w zakresie higieny i pozyskiwania mleka /1988/;
- Nagroda zespołowa III stopnia Ministra Urzędu ds. Postępu i Wdrożeń oraz Przewodniczącego NK ZSL dla pracowników Zakładu Hodowli Bydła w konkursie „Pomysły na wagę chleba” /1989/;
- Nagroda zespołowa I stopnia Ministra Nauki, Szkolnictwa Wyższego i Techniki /1989/;
- Złoty Krzyż Zasługi /2001/;
- Medal Komisji Edukacji Narodowej.